# Stoomgemaal Vier Noorder Koggen
Het Stoomgemaal Vier Noorder Koggen, waarin sinds 1985 het Nederlands Stoommachinemuseum is gevestigd, is een stoomgemaal waarvan het eerste deel gereed kwam in 1869 gelegen aan het IJsselmeer bij de stad Medemblik in de Nederlandse provincie Noord-Holland.

## Geschiedenis

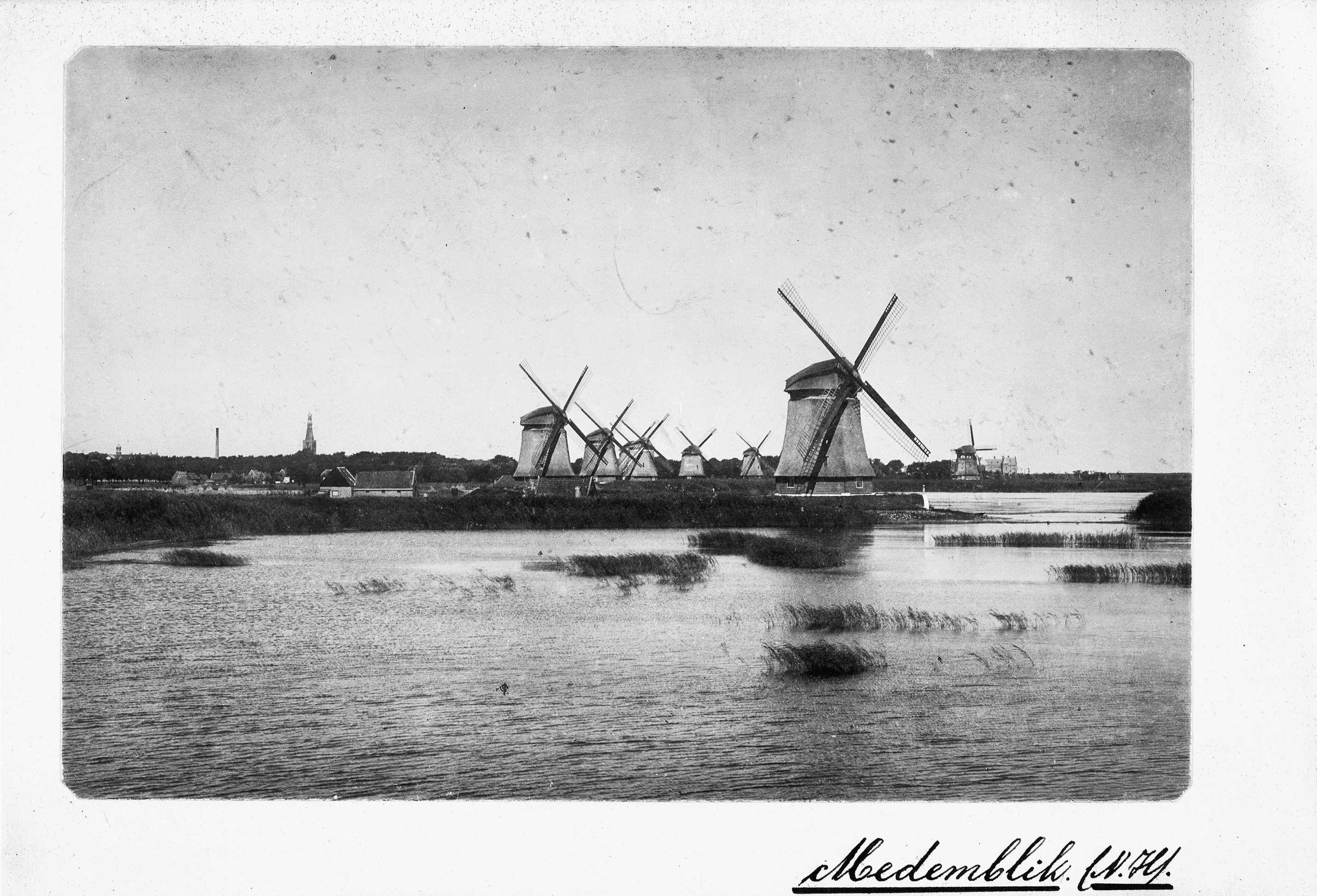
Gezicht op de molengang die het gemaal ondersteunde voor 1908.

Door inklinking van de grond in de polders had het waterschap Vier Noorder Koggen 23 poldermolens nodig die in molengangen het water trapsgewijs op de toenmalige Zuiderzee uitsloegen. Vijftien daarvan stonden op de Oosterdijk bij Medemblik. Toen ook in Nederland het gebruik van stoomkracht in zwang kwam kregen de windmolens in 1869 gezelschap van een stoomgemaal. Dat was een oplossing voor windstille periodes.
Stoomgemalenbouwer Boote de Vries (1815-1874) uit Utrecht werd gevraagd het gemaal te bouwen. Het oude deel kwam in 1869 gereed en het gemaal bestond toen uit twee vijzels en twee schepraderen die het door de poldermolens opgevoerde water in de Zuiderzee spuiden. In 1897 werd de capaciteit vergroot door de plaatsing van vier centrifugaalpompen die uit het Verenigd Koninkrijk werden geïmporteerd. Het probleem van de wateroverlast was niet ten einde en in 1908 volgde uitbreiding met een centrifugaalpomp die, aangedreven door een gasmotor, 400 m³ per minuut kon verplaatsen. De windmolens waren nu geheel overbodig geworden. Voor het nieuwe deel was Adriaan Kater (1853-1943) ingehuurd. In 1925 verving men de gasmotor door een nieuwe stoommachine, waarvoor ook de hoge schoorsteen werd gebouwd. Het gemaal had nu een capaciteit van 800 m³ per minuut.
In 1939 werden de stoommachines van het oude deel van het gemaal vervangen door elektromotoren. Het nieuwe gemaal bleef gebruik maken van stoom tot 1971. In dat jaar keurde het Stoomwezen de ketels af en werd een dieselmotor geplaatst. In 1975 kwam een elektrisch gemaal te Onderdijk gereed en werd het gemaal overbodig.
In 1985 werd het gebouw als onderkomen voor het Nederlands Stoommachinemuseum in gebruik genomen. In 2010 zegde het Hoogheemraadschap Hollands Noorderkwartier toe 6,8 miljoen euro beschikbaar te stellen om het gemaal, dat sinds 1975 een rijksmonument is, op te knappen. Tevens werd het in gereedheid gebracht om als noodgemaal te kunnen dienen bij ernstige wateroverlast. Op 29 juni 2013 werd het stoomgemaal na renovatie weer onder stoom gebracht en in werking gesteld.

## Nederlands Stoommachinemuseum

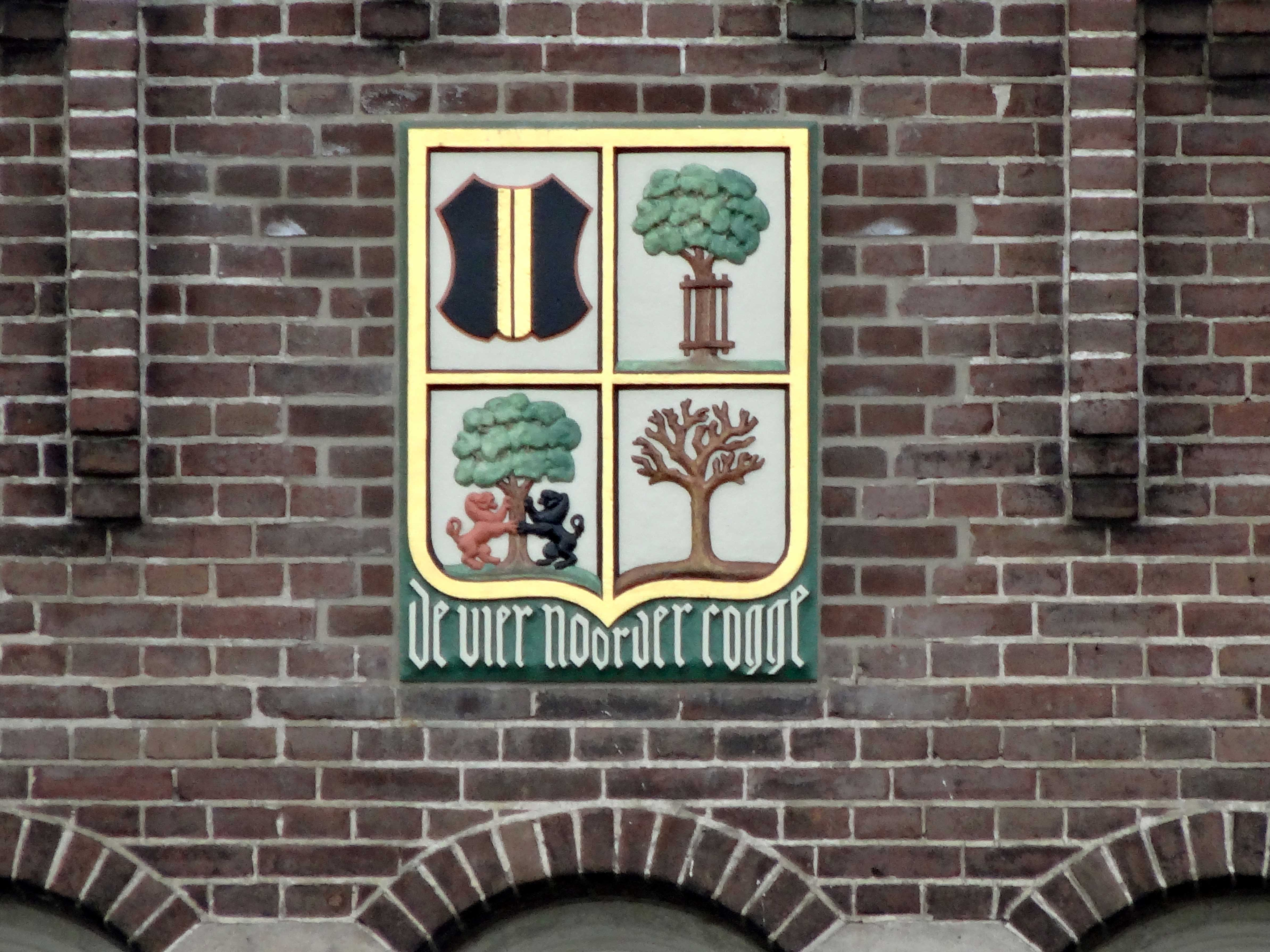
Gevelsteen De Vier Noorder Koggen

In het complex is sinds 1985 het Nederlands Stoommachinemuseum gevestigd. Het museum brengt de techniek van stoommachines en de historische achtergrond van de industrialisatie in beeld. In het stoomgemaal zijn circa dertig oude stoommachines te zien die deels uit losse schenkingen en deels uit een privécollectie afkomstig zijn. De machines zijn vrijwel allemaal in Europa gebouwd en gebruikt. Het museum verwerft en restaureert stoommachines, en stelt ze zo veel mogelijk in werking. Daarnaast heeft het museum een grote collectie modelstoommachines, die gezamenlijk tentoongesteld worden en de geschiedenis van de Industriële Revolutie illustreren.
Vrijwel alle grote stoommachines zijn afkomstig uit de scheepvaart en de industrie. Daarnaast worden de originele machines en pompen van het gemaal tentoongesteld. Op het omliggende terrein zijn diverse apparaten te zien die door stoom kunnen worden aangedreven, zoals een stenenbreker en een asfaltmachine. Deze worden op gezette data in werking gesteld.

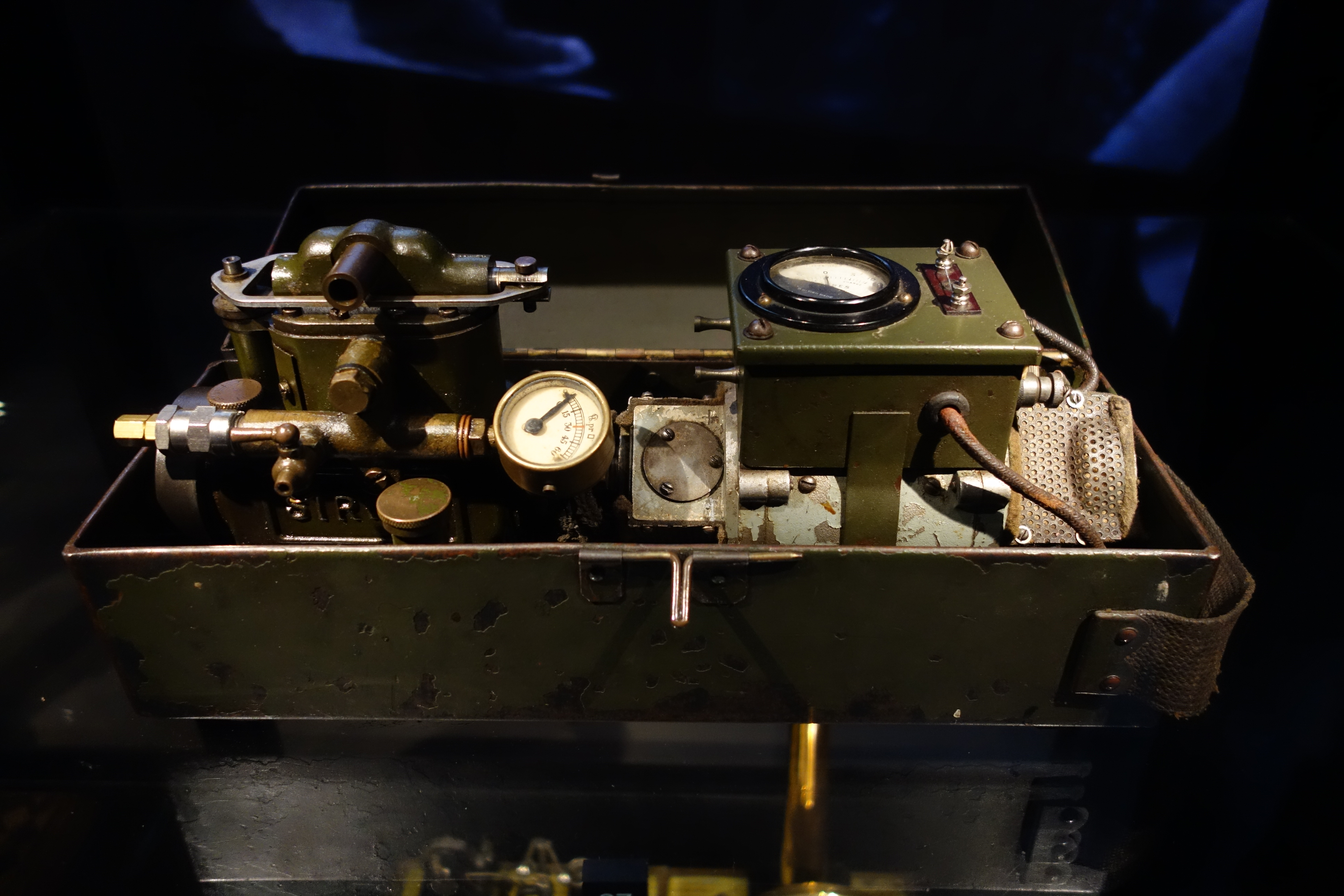
Draagbare stoommachine met generator voor stroomvoorziening in oorlogsgebied.

Eveneens onderdeel van het museum is de stoombaggermolen "Vooruit". Dit is een emmerbaggermolen uit 1941 die tot in de jaren 1990 voornamelijk werkzaam was in de provincie Friesland. Ruim 60 jaar na de bouw, in 2004, werd de "Vooruit" gekocht door een stichting die hem restaureerde en toevoegde aan de collectie van het museum. Op het terrein van het gemaal is ook de stoomhijskraan Boele 9 te zien. De kraan uit een serie van vier is gebouwd door N.V. Boele's Scheepswerven en Machinefabriek te Bolnes. De kranen deden dienst van 1945 tot ongeveer 1985. De kraan heeft een B-status in het Nationaal Register Mobiel Erfgoed. Een vergelijkbaar exemplaar staat bij het Maritiem Museum Rotterdam.